# Sésame
Sesamum indicum
Pour les articles homonymes, voir Sésame (homonymie).
Pour l’article ayant un titre homophone, voir C-zam.
Espèce
Classification phylogénétique
Le sésame (Sesamum indicum) est une plante annuelle de la famille des Pédaliacées, largement cultivée pour ses graines. Elle aurait été domestiquée dans le sous-continent indien et il est même probable que ce soit la première plante oléagineuse à avoir été cultivée.
Le sésame est principalement cultivé dans les régions tropicales, subtropicales et tempérées chaudes d’Afrique (Soudan) et d’Asie (Inde, Myanmar). Il connaît un fort développement dans les pays subsahariens du fait de sa culture facile et des faibles coûts de production.
La production des variétés de couleur blanche et blanc-crème a un fort taux de croissance du fait de leur emploi traditionnel en Asie et de la croissance de la population dans ces pays, ainsi que de l'utilisation de plus en plus importante en Europe, en Amérique du Nord et ailleurs dans le monde en pâtisserie (biscuits au sésame) et en boulangerie (pains pour hamburgers, bagels au sésame).
Les graines de sésame riches en lipides sont utilisées crues, broyées ou grillées en cuisine et pâtisserie-boulangerie ou bien servent à produire une huile végétale consommable sans raffinage.

## Étymologie
En français, le terme sésame est emprunté au latin sesamum, désignant la plante Sesamum indicum (nommée ainsi par Carl von Linné en 1753 dans Species plantarum).
Le nom de genre sesamum est un terme latin venant du grec σήσαμον / sḗsamon, désignant la plante et la graine. Pline l'Ancien affirme que cette plante vient des Indes. Le mot grec probablement emprunté à une langue d’Asie, appartient à un ensemble de formes orientales plus ou moins apparentées entre elles.
L’épithète spécifique indicum est le nominatif singulier neutre de l'adjectif latin indicus, « indien, d'Inde », indiquant le lieu d’origine selon Linné.

## Description
Le sésame est une plante annuelle mesurant de 60 cm à 2 m de hauteur, selon la variété. La tige est ramifiée ou non, à 4 angles, finement pubescente à glabrescente.
Ses feuilles opposées ou alternes sont portées par un pétiole de 3–11 cm. Les feuilles inférieures ont un limbe de 4 à 20 cm de long sur 2–10 cm de large, avec une marge entière, lancéolé à ovale. Les feuilles supérieures sont linéaires-lancéolées de 0,5 à 2,5 cm de large, à base cunéiforme.
Les fleurs sont de couleur jaune (mais certains cultivars sont blanc, bleu ou violet), avec un calice glanduleux à 5 sépales, et avec une corolle tubulaire de 1,5 à 3,3 cm de long.
Le fruit est une capsule étroitement oblongue de 1,5–3 cm x 6–7 mm, avec un bec large et court. Elle est déhiscente ou indéhiscente. Les graines petites, lisses ou réticulées, mesurent quelques millimètres, et leur couleur peut varier du blanc crème au brun jusqu'au noir,.
Le sésame est normalement une plante autogame, mais la fécondation peut se réaliser par des agents extérieurs tels que les insectes.
Sesamum indicum L. est une espèce diploïde avec 2n=2x=26 chromosomes.

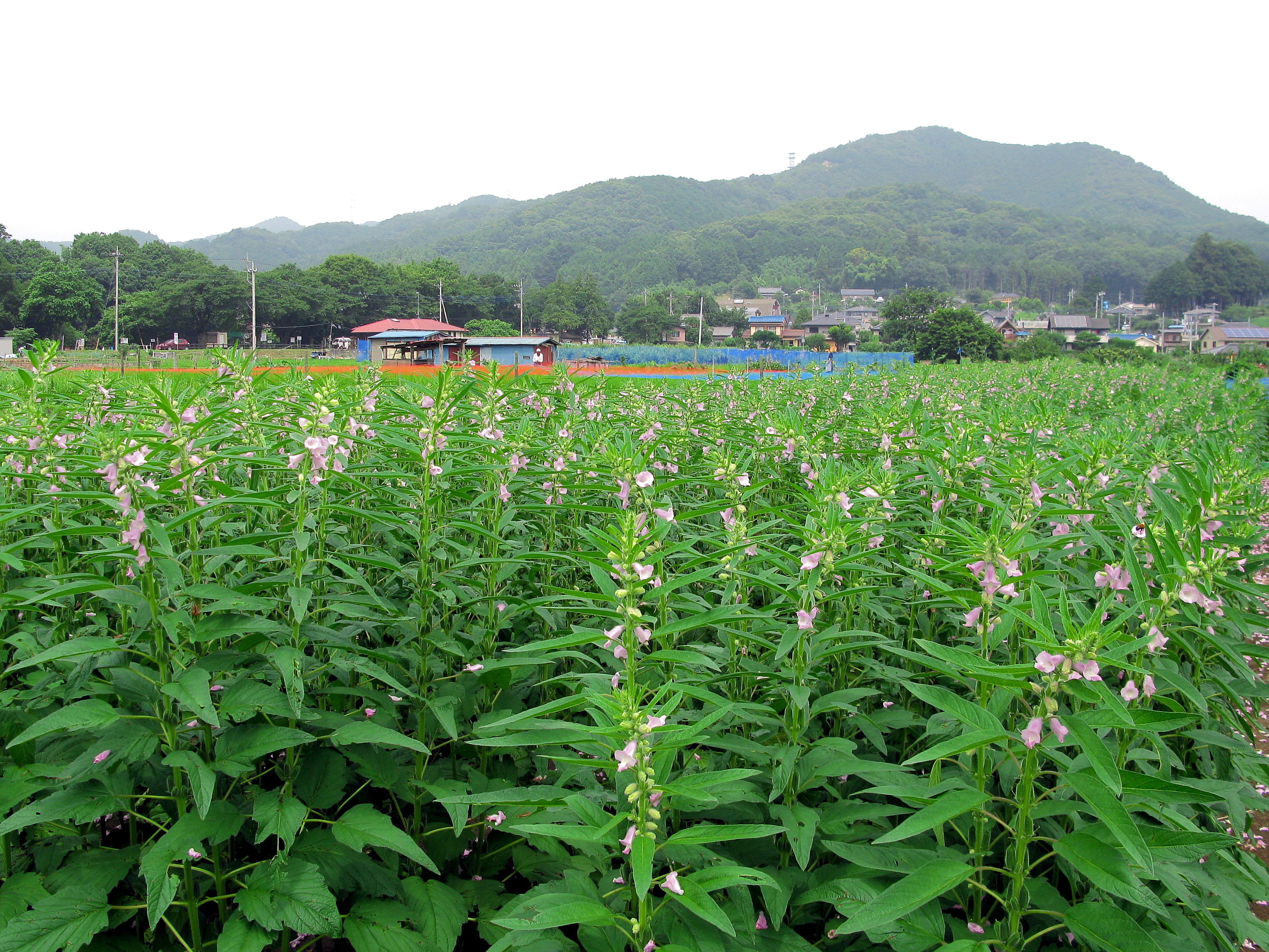
Champ de sésame.
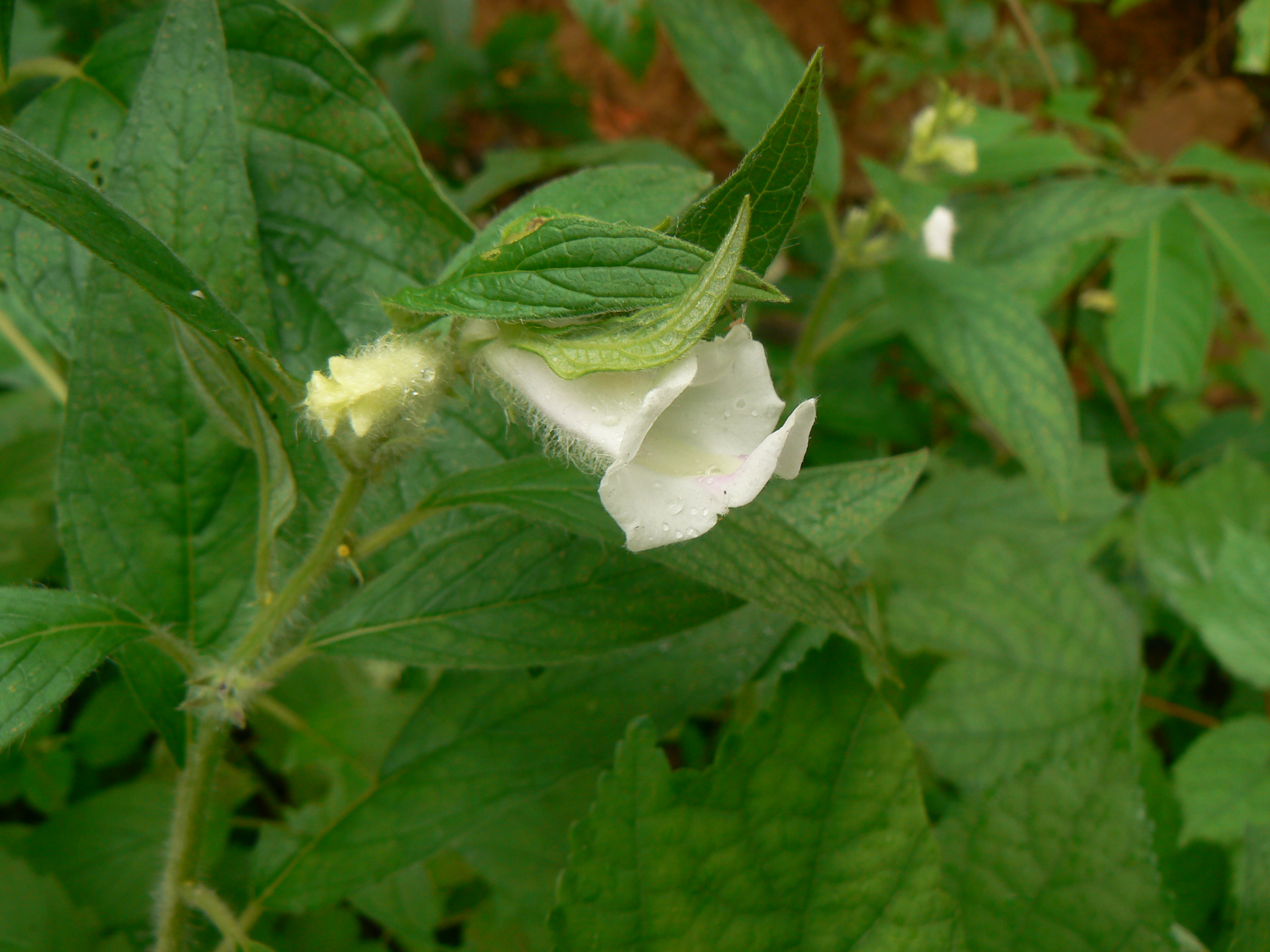
Fleur de sésame.
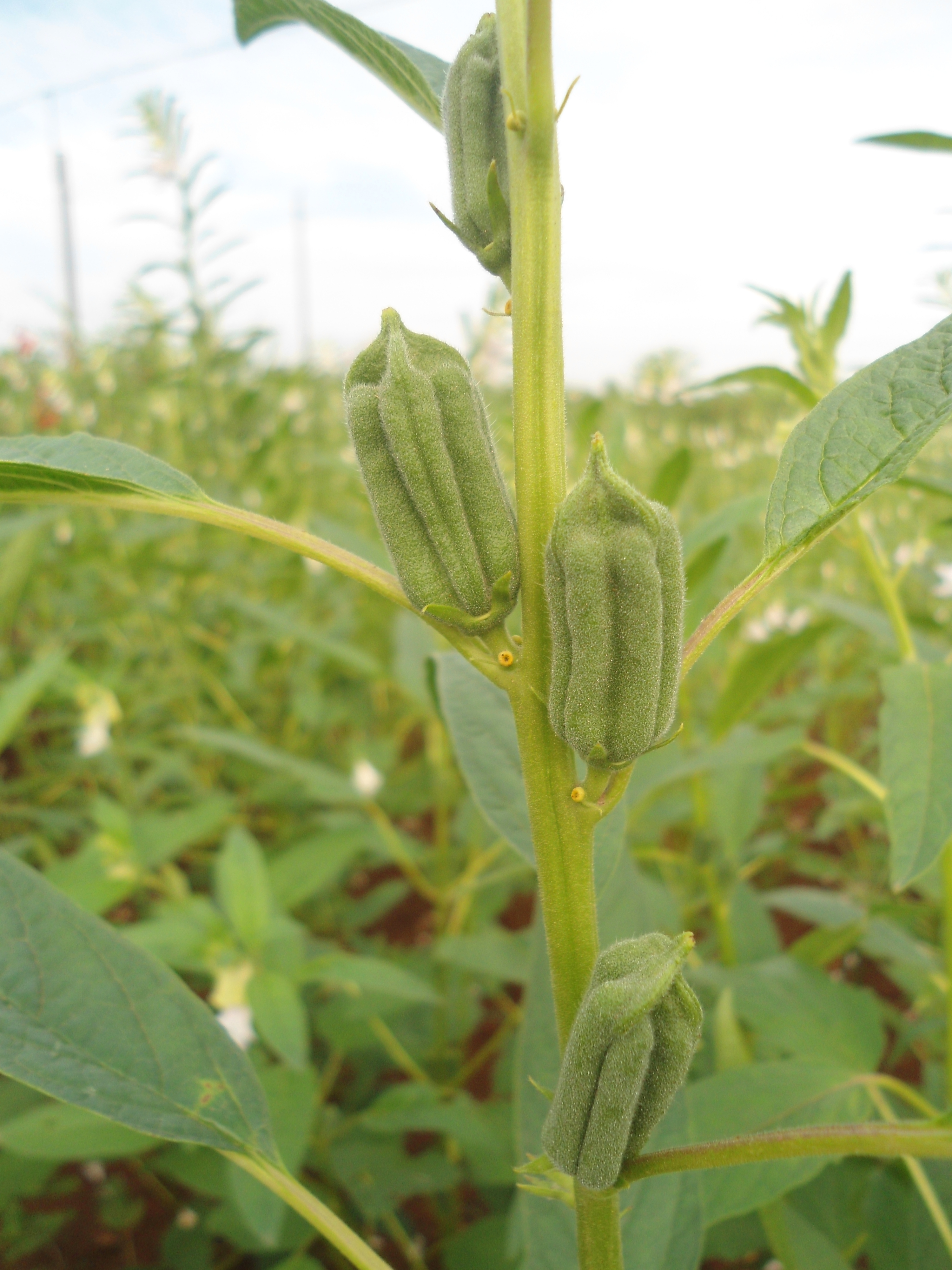
Capsule de sésame.
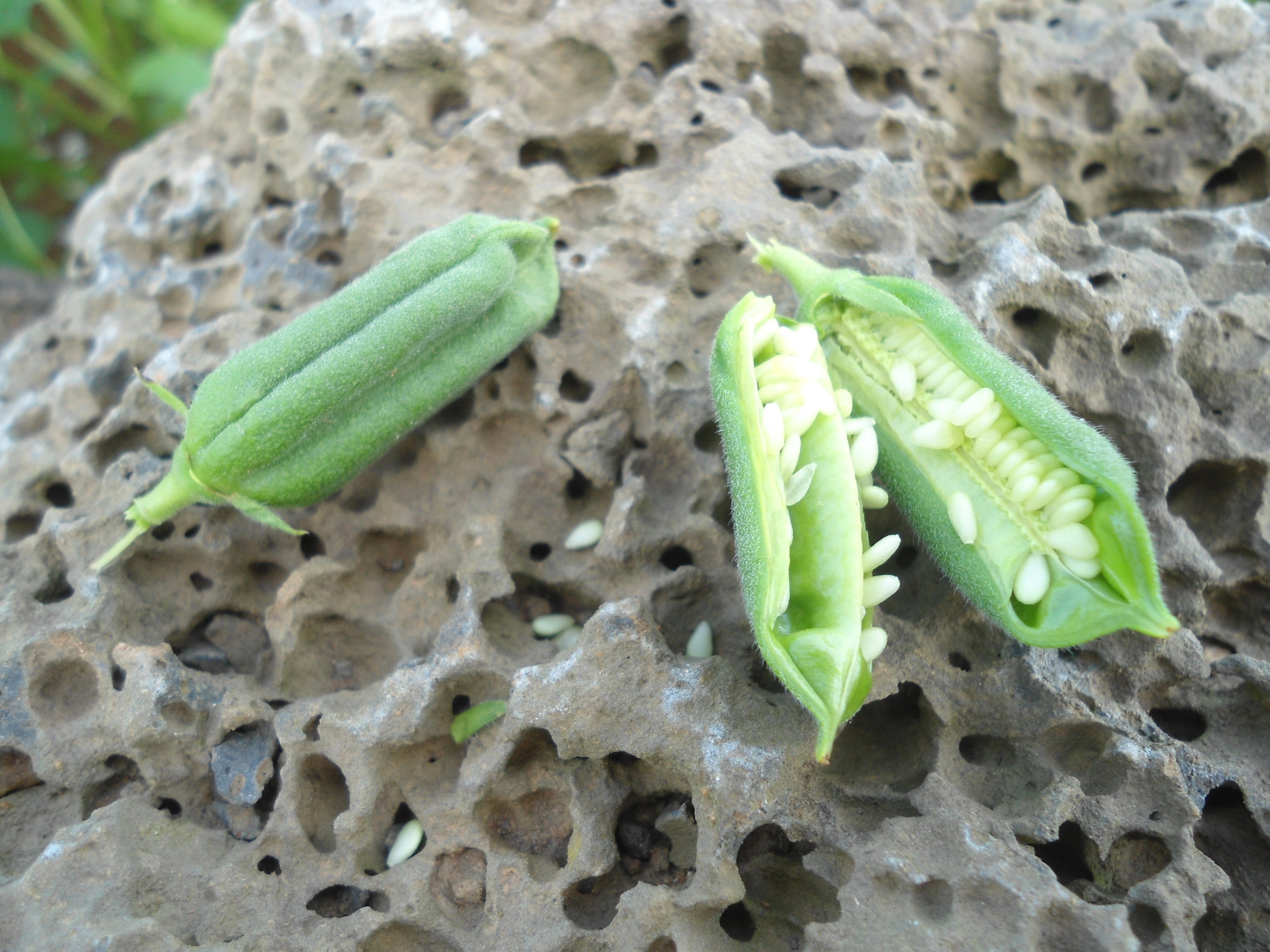
Capsules ouvertes montrant ses graines.

## Distribution
La plante cultivée dans le monde entier est d’origine incertaine. Elle aurait été domestiquée dans le sous-continent indien, mais on ne sait pas exactement où et quand.
Cette espèce est aujourd’hui principalement cultivée sous les tropiques et dans les zones tempérées chaudes, en Afrique (Soudan) et en Asie (Inde, Chine).

## Histoire de la domestication
Le sésame cultivé est probablement issu de plantes sauvages d'Asie du Sud, en particulier de la côte de Malabar, du nord-ouest de l'Inde et du Punjab pakistanais. C'est probablement la première plante ayant servi, durant la Préhistoire, à produire de l'huile. Le genre Sesamum contient environ 23 espèces de sésame sauvages dans le monde dont seulement huit viennent du sous-continent indien (Dilshit et al, 2019). La plupart des espèces sauvages sont africaines, mais deux groupes de formes sauvages d'Inde ont été distingués : S. indicum var malabaricum du Nord-Ouest de l'Inde et S. mulayanum Nair sur les côtes ouest et sud de la péninsule indienne qui pourraient faire partie du stock sauvage dont est issu le sésame cultivé.
Les plus anciens restes archéologiques proviennent du bassin de l'Indus, à Harappa (2250-1750 av. J.-C.) et dans la région de Markan (Pakistan, 2500-2000 av. J.-C.). Au Proche-Orient, les restes sont peu nombreux et plus tardifs : dans le royaume d'Urartu en Arménie (900-600 av. J.-C.), à Bastan en Iran à la même époque puis en Jordanie vers -800. L'histoire du sésame en Égypte reste controversée. Son nom en égyptien ancien hiéroglyphique n'est pas encore sûr, mais des graines ont été trouvées dans la tombe de Toutânkhamon (1343 av. J.-C.),.
Les textes védiques à partir de l'Atharva-Véda, compilés entre 1 200 av. J.-C. et 1 000 av. J.-C., mentionnent souvent le sésame (sanskrit:  तिल tila). Les graines de sésame et l'huile de sésame étaient utilisées dans les rituels – les graines étant plus particulièrement mentionnées en l'honneur des ancêtres défunts. Toutes les huiles végétales traditionnelles sont préparées à base d'huile de sésame et c'est le même terme sanscrit taila (तैल «huile végétale») qui désigne l'huile de sésame dans toute la littérature ayurvédique comme le Charaka Samhita.
À l'époque classique, les Grecs mentionnent fréquemment le sésame dans des textes comme une plante venant d'Orient. D'après Hérodote (-480, -425), le sésamon était produit dans l'Empire perse et les Babyloniens « n'usent pas d'huile (d'olive), mais extraient du sésame une matière grasse (aleiphar) ». Le botaniste philosophe Théophraste (-314 ; -288), décrit la plante en plusieurs endroits de Recherches sur les plantes. L'encyclopédiste romain Pline du Ier siècle, indique que le sésame vient des Indes et donne divers emplois médicinaux du sésame, en interne contre les vomissements et en externe contre les inflammations des oreilles et les brûlures (Histoire naturelle, XXII, 132). L'Art culinaire d'Apicius donne une recette comportant du sésame grillé.
Dans le bassin méditerranéen, le sésame a été principalement utilisé pour ses graines ou pour ses usages médicinaux. Mais dès que l'on quitte la zone de l'olivier, il apparait comme la source principale d'huile alimentaire.
Le sésame serait donc une plante originaire du sous-continent indien qui aurait diffusé vers l'ouest en Mésopotamie (probablement vers 2 500 av. J.-C.) et en Afrique et vers l'est en Chine. L'huile de sésame était l'huile par excellence des Indiens.

## Symbole
En Inde, en raison du nombre et de la petitesse de ses graines, le sésame a symbolisé la fécondité et la succession des générations. Considéré comme un symbole d’immortalité, il entre dans les rituels funéraires. Lors des rites funéraires accompagnant une crémation (antyeshti), le fils aîné ou un prêtre fait le tour du bûcher et dépose des graines de sésame ou de riz dans la bouche de la personne décédée. Une seule graine de sésame suffit à effacer tous les péchés.
Il a été popularisé par la formule magique « Sésame, ouvre-toi » du conte persan Ali Baba et les Quarante Voleurs, utilisée pour ouvrir la caverne aux trésors. Allusion probable aux capsules déhiscentes qui s’ouvrent brusquement pour libérer ses graines.

## Production

### Culture
Le sésame est une culture peu exigeante.
Les sols limoneux acides ou de pH neutre sont ceux qui conviennent le mieux à la culture du sésame. Les sols alcalins et sableux lui sont impropres.
Le sésame pousse bien dans les zones à longues saisons chaudes, de l'équateur à 40° Nord ou Sud dans les deux hémisphères, dans des conditions similaires à celles de la culture du coton. En Afrique de l’Ouest, sa culture dans les zones sèches du Sahel a connu un engouement auprès des agriculteurs, comme au Burkina Faso où sa production a cru de 448 % entre 2005 et 2013.

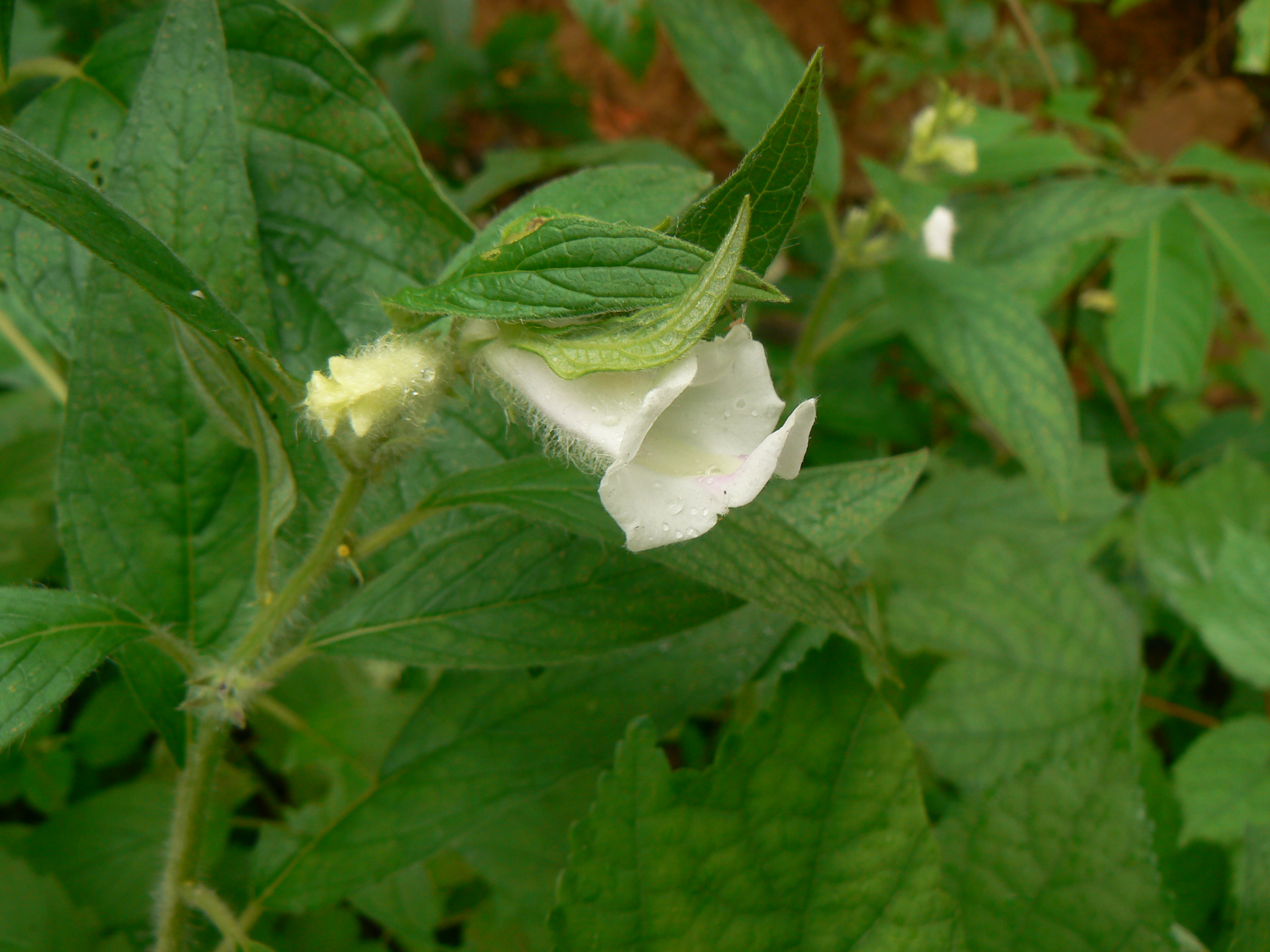
Sésame en fleur dans le sanctuaire de vie sauvage de Tungareshwar. (Maharashtra) en août 2007.
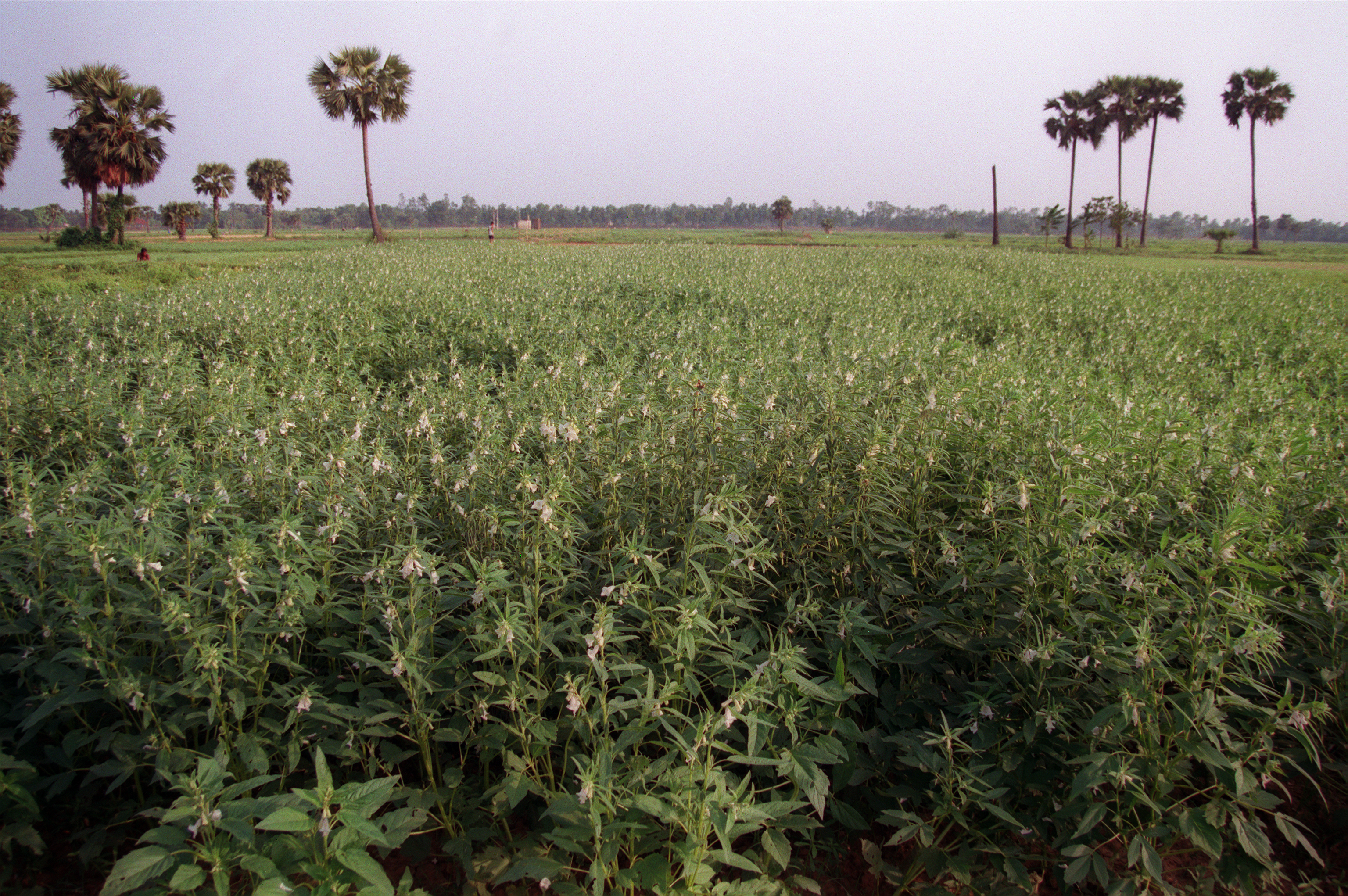
Champ de sésame au Bengale-Occidental en avril 2002.
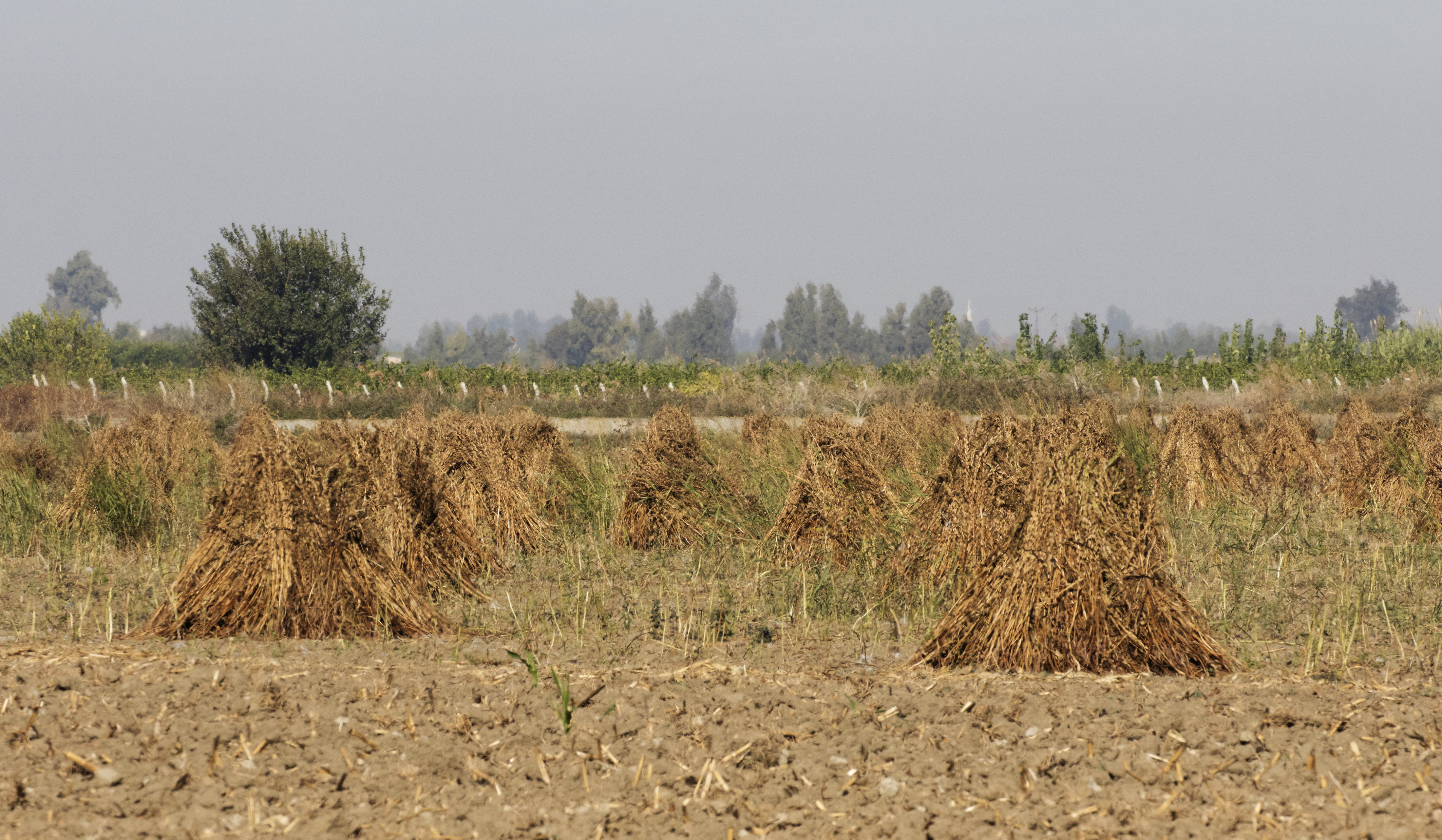
Séchage du sésame à Adana, Turquie, en novembre 2016.
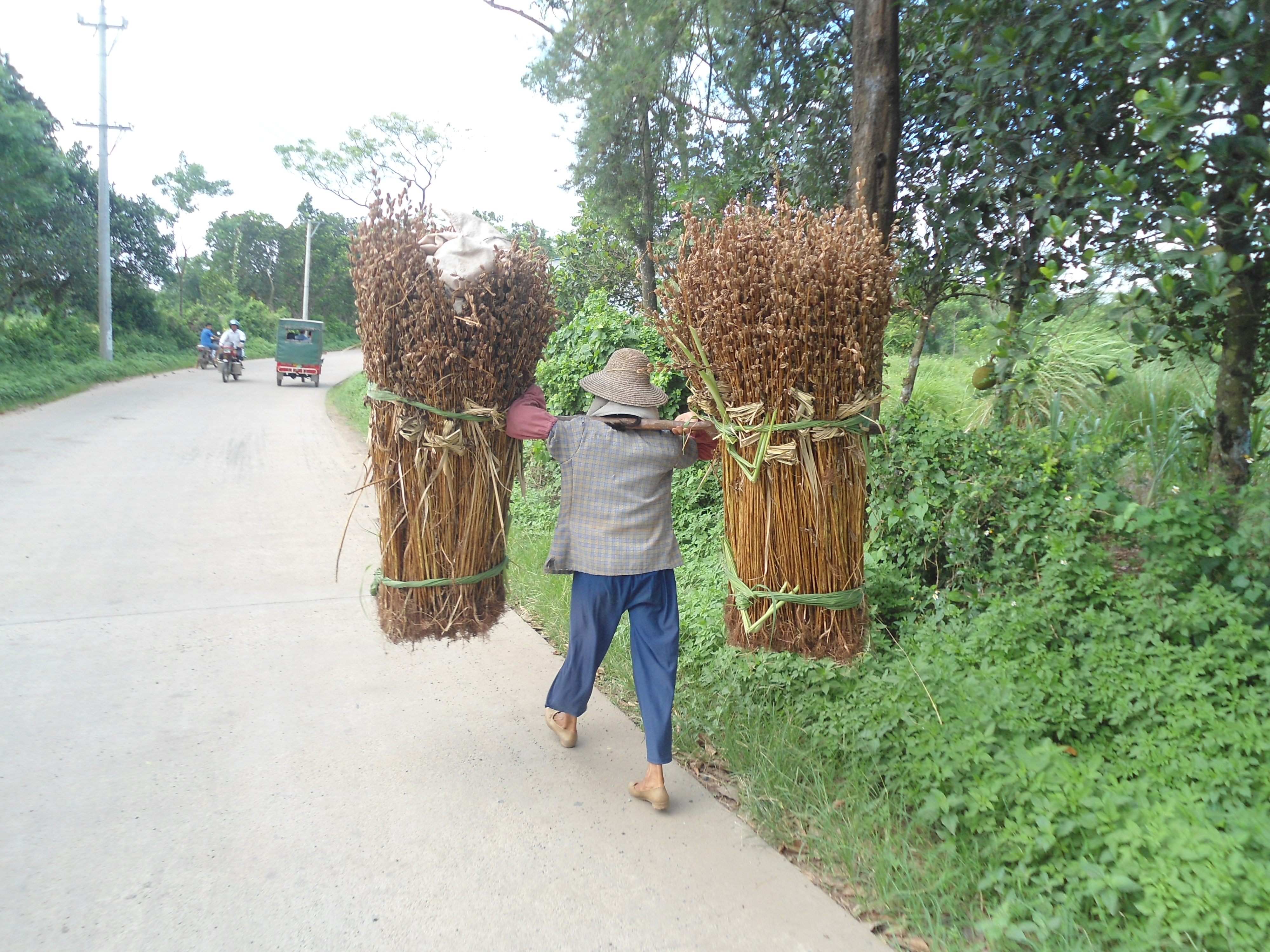
Récolte du sésame à Hainan en juillet 2013.
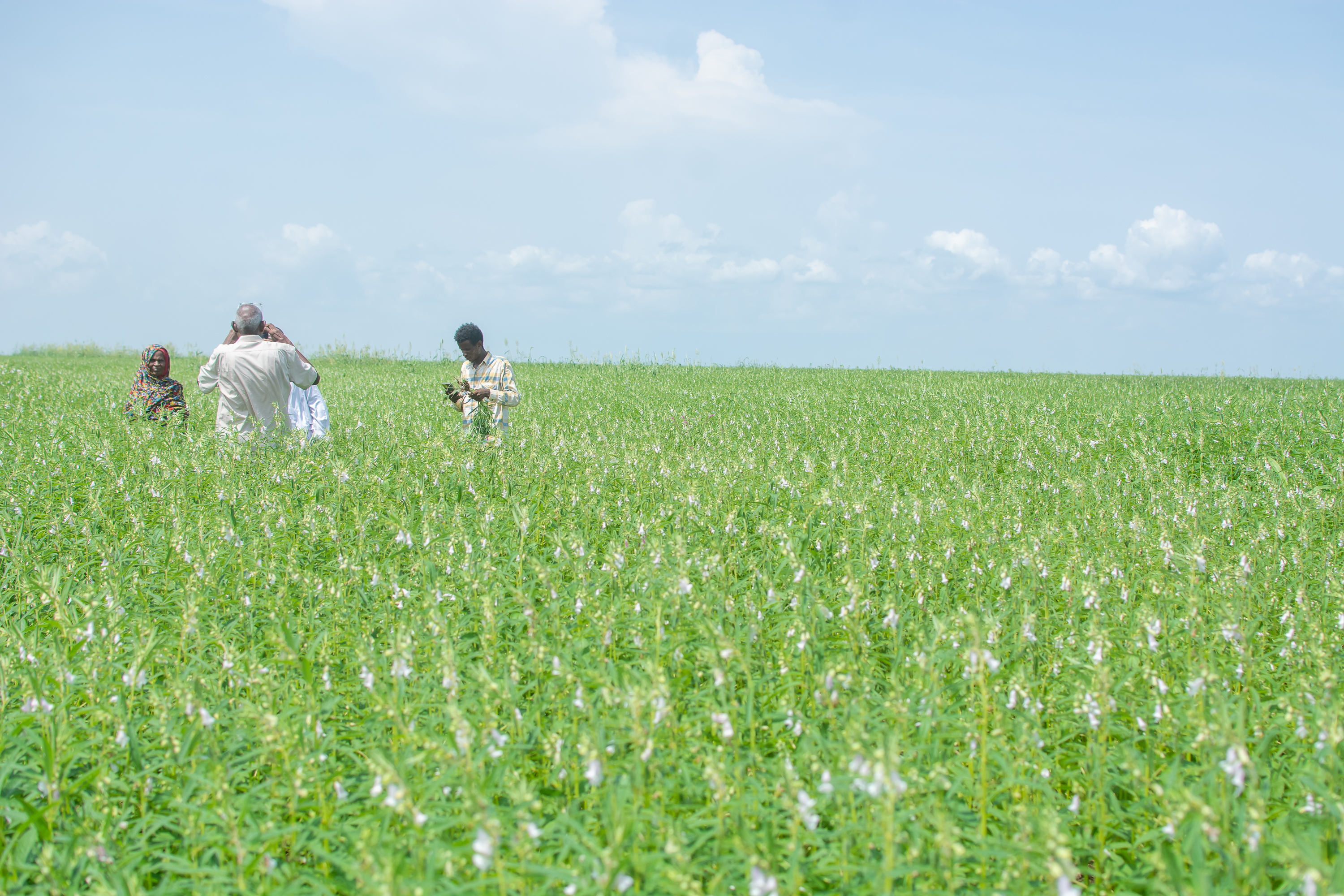
Champs du sésame au Soudan en 2025.

Le sésame a été largement adopté comme culture précoce, car il avait la capacité de pousser dans des zones où d'autres cultures ne le pouvaient pas, en particulier dans des conditions plus chaudes et sèches. C’est une plante qui tolère très bien la sécheresse, en partie grâce à son grand système racinaire. Cependant, il a besoin d’une quantité adéquate d’humidité pour sa germination et sa croissance pendant les premiers jours. Même si la plante peut survivre à la sécheresse ou au contraire à l’excès d’eau, les rendements sont significativement plus bas dans ces deux conditions. Le niveau d’humidité avant la plantation et avant la floraison a une incidence notable sur les rendements.
La plupart des variétés commerciales de sésame sont intolérantes à l’excès d’eau. Des pluies tard dans la saison prolongent aussi la croissance et augmentent ainsi les pertes au moment de la récolte. Le vent peut aussi éparpiller la récolte.
Le début de la floraison dépend de la photopériode et de la variété de sésame. La photopériode influence aussi le contenu en huile contenu dans la graine de sésame ; une augmentation de la photopériode augmente le contenu en huile. Le contenu en huile de la graine est inversement proportionnel au contenu en protéine.
Les variétés de sésame s’adaptent aux différents types de sol. Les variétés à haut rendement se développent le mieux dans les sols fertiles et bien drainés, de texture médium et de pH neutre. Cependant, elles ont une faible tolérance aux sols contenant beaucoup de sel et pouvant être inondés. Les variétés commerciales ont besoin de 90 à 120 jours de croissance, pendant lesquels il ne doit pas y avoir de gel. Des conditions chaudes au-dessus de 23 °C favorisent la croissance et les rendements. Même si le sésame peut pousser dans des sols pauvres, les meilleurs rendements sont obtenus dans des champs correctement fertilisés,.
En Afrique tropicale, la culture était souvent mise en place après les plantes principales (culture dérobée) et reléguée sur les sols les plus pauvres. Ces conditions expliquent les faibles rendements.

### Récolte
Le sésame est prêt à être récolté 90 à 150 jours après avoir été semé.
Les capsules des variétés plus anciennes se brisent généralement, s'ouvrent à maturité et libèrent des graines. Un cultivar mutant non destructeur avec des pertes de graines réduites a été développé. Quatre à six semaines sont nécessaires pour que les graines mûrissent.
En culture traditionnelle à la main, la récolte débute au moment où les capsules les plus basses commencent à s’ouvrir. Les tiges coupées à la faucille sont rassemblées en gerbes et mises à sécher en les dressant les unes contre les autres. Elles sont ensuite battues la tête en bas au-dessus d’une bâche.
Comme la graine de sésame est petite et plate, il est difficile de la faire sécher après la récolte car ces petites graines s’envolent facilement et s'entassent de manière très compacte. Ainsi, les graines doivent être récoltées les plus sèches possibles et stockées à 6 % d’humidité ou moins. Si la graine est trop humide, elle peut rapidement chauffer et rancir.

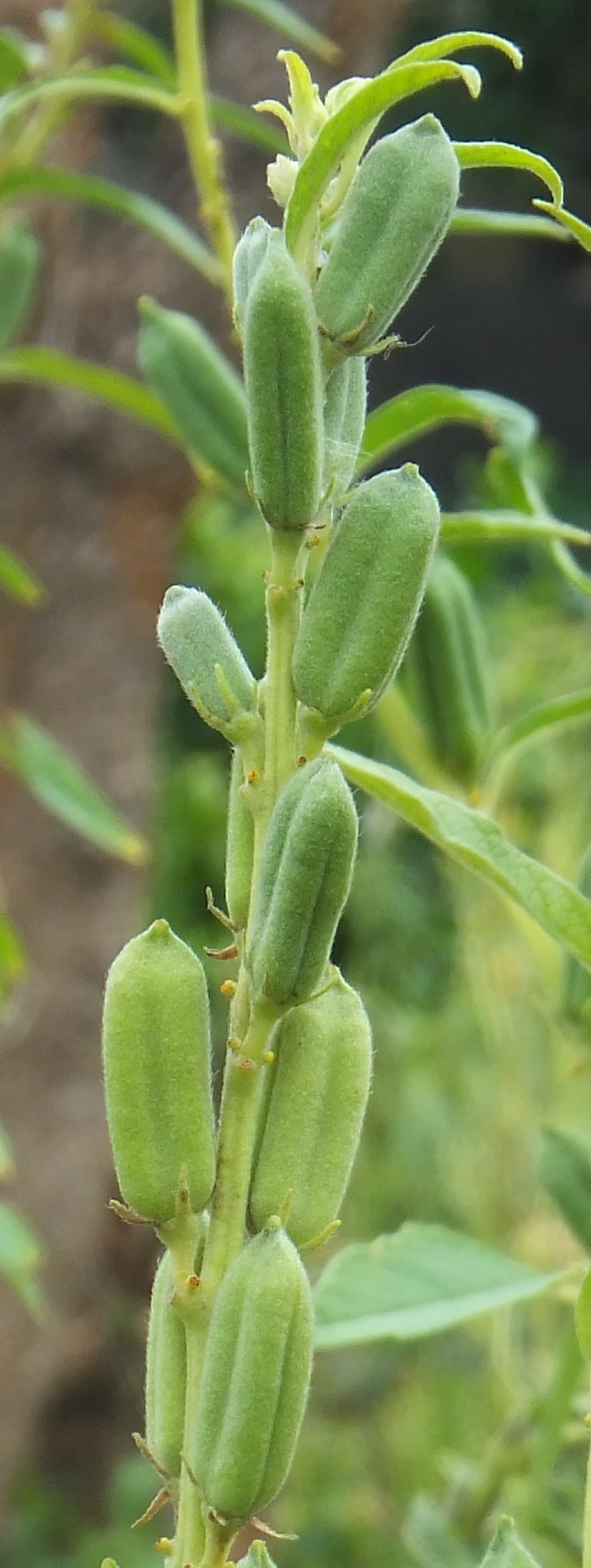
Tige de sésame.
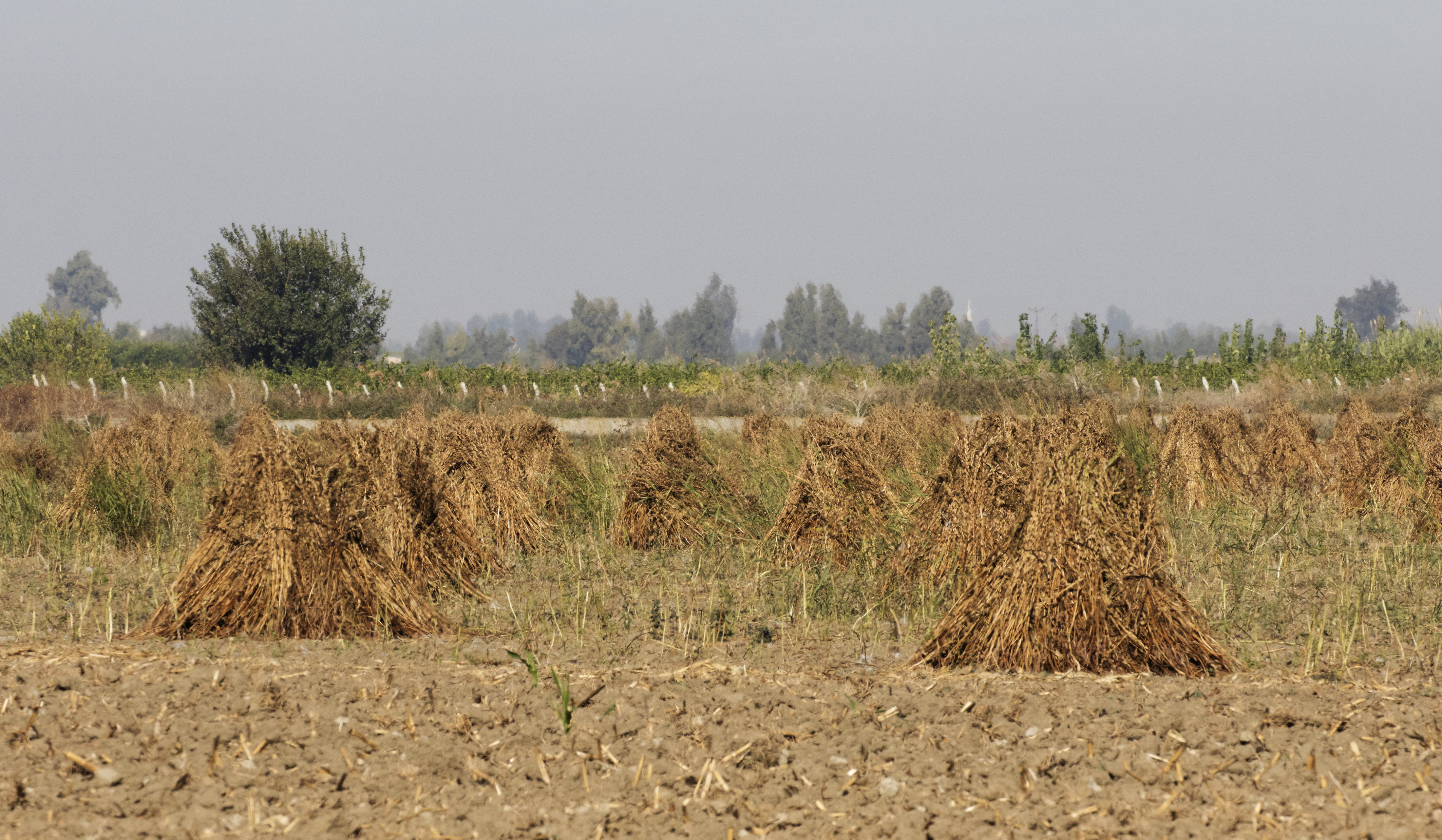
Gerbes de sésame, dressées pour être séchées.
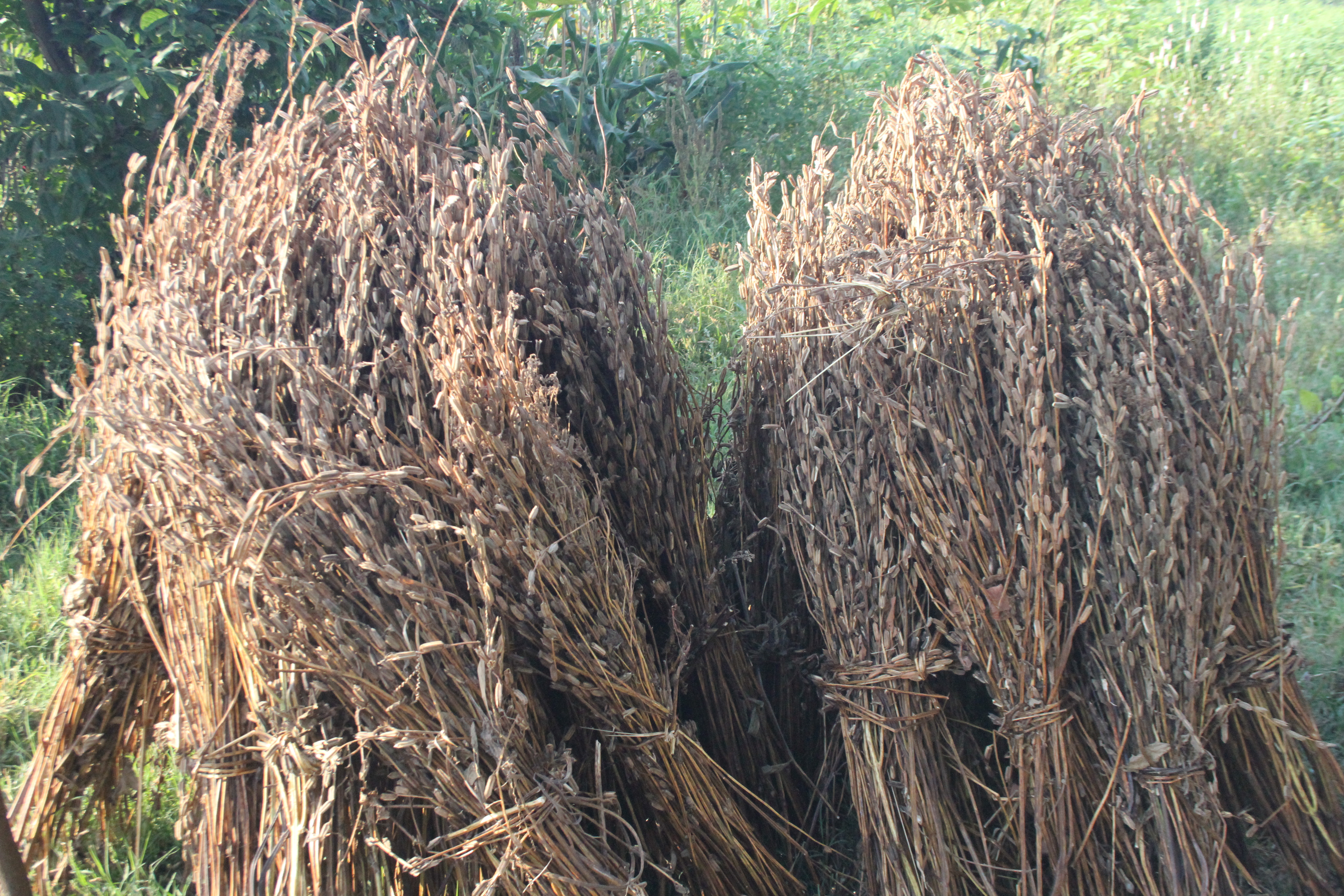
Gerbes de sésame, dressées pour être séchées.
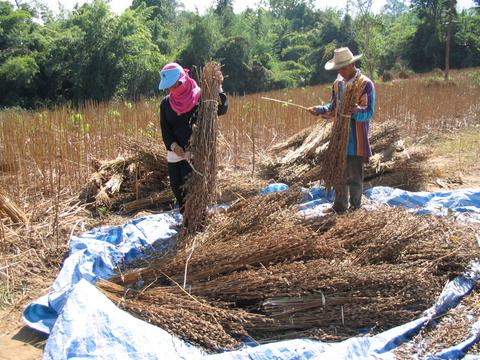
Battage du sésame au-dessus d’une bâche

Dans certains pays, après le battage, les graines passent dans une machine électronique de tri par couleur qui rejette toute graine qui n’aurait pas une couleur parfaite. Ceci est fait car les graines de sésame avec une belle apparence sont considérées comme étant de meilleure qualité par les consommateurs, et donc vendues à un meilleur prix. Les graines immatures, de mauvaise taille ou couleur sont retirées et utilisées pour la production d’huile.
| Production en tonnes de graines de sésame. Chiffres 2004-2005 Données de FAOSTAT (FAO) Base de données de la FAO, 14/11/2006 |              |        |              |        |
| Pays | Tonnage 2004 | % 2004 | Tonnage 2005 | % 2005 |
| Chine | 704 458      | 22 %   | 725 470      | 22 %   |
| Inde | 680 000      | 21 %   | 680 000      | 21 %   |
| Birmanie | 550 000      | 17 %   | 550 000      | 17 %   |
| Soudan | 300 000      | 9 %    | 300 000      | 9 %    |
| Ouganda | 110 000      | 3 %    | 110 000      | 3 %    |
| Nigeria | 75 000       | 2 %    | 75 000       | 2 %    |
| Bangladesh | 49 000       | 2 %    | 50 000       | 2 %    |
| République centrafricaine | 42 800       | 1 %    | 42 800       | 1 %    |
| Thaïlande | 41 000       | 1 %    | 42 000       | 1 %    |
| Tanzanie | 41 000       | 1 %    | 41 000       | 1 %    |
| Égypte | 37 382       | 1 %    | 37 000       | 1 %    |
| Guatemala | 35 049       | 1 %    | 35 049       | 1 %    |
| Mexique | 33 100       | 1 %    | 35 000       | 1 %    |
| Tchad | 35 000       | 1 %    | 35 000       | 1 %    |
| Paraguay | 34 000       | 1 %    | 33 300       | 1 %    |
| Autres pays | 478 390      | 15 %   | 434 760      | 13 %   |
| Total | 3 246 179    | 100 %  | 3 226 379    | 100 %  |

Ces dernières décennies ont vu une accélération de la croissance de la production mondiale. Entre 1992 et 2001, la production mondiale a cru de 21 %, la décennie suivante 2001-2010 la croissance fut de 41 % et la décennie 2010-2019, elle monta à 51 %. Cette croissance plus rapide s’est faite essentiellement en Afrique. En 2019, le Soudan est passé en 1re place, la Tanzanie en 4e place et la Chine a rétrogradé à la 6e place. Entre 2005 et 2019, la production mondiale a presque doublé, toujours répartie essentiellement entre l'Asie et l'Afrique. Cette croissance a été tirée par la forte demande de graines de sésame utilisées directement dans la nourriture (succès mondial des biscuits, barres, pains pour hamburgers et bagels au sésame) alors que la consommation de l’huile de sésame est restée dans sa zone asiatique traditionnelle.
| Production en tonnes de graines de sésame. Chiffres 2019 Données de FAOSTAT (FAO) Base de données de la FAO 2021 |              |              |        |
| Pays | Tonnage 2011 | Tonnage 2019 | % 2019 |
| Soudan | 363 000      | 1 210 000    | 18 %   |
| Birmanie | 832 100      | 744 498      | 11 %   |
| Inde | 810 000      | 689 310      | 10 %   |
| Tanzanie | 357 162      | 680 000      | 10 %   |
| Nigeria | 229 167      | 480 000      | 7%     |
| Chine | 605 770      | 469 104      | 7 %    |
| Tchad | 72 609       | 170 000      | 3 %    |
| Ouganda | 141 926      | 144 000      | 2 %    |
| Monde | 4 712 556    | 6 549 725    | 100 %  |

## Composition en protéines et optimisation du rendement des grains de sésame
Les rendements en culture qui se réfèrent dans le cas du sésame directement à ses grains, 
varient énormément selon le niveau d’intrants utilises et la variété de sésame cultivée. En 
Afrique on tourne autour de 280 kg/ha. Plus 700kg/ha en Chine ou en Inde. La moyenne 
mondiale est de 380 kg/ha.
Par rapport à la composition du grain de sésame, ils renferment 4,50-11,00% d’humidité, 48,20-56,30 % de lipides, 19,10-26,94 % de protéines (23% en moyenne), 2,00-5,59 % de cendres, 2,50-3,90 % de fibres et 10,10-17,90 % de glucides.
Afin de pouvoir étudier la nature et la composition de ces protéines, nous devons les 
extraire des grains de sésame, ce procédé s’effectue en plusieurs étapes.
Premièrement, une étape de concentration est nécessaire afin de faciliter l’étude. Celle-ci 
s’effectue spontanément lors de la production d’huile de sésame. En effet, un des 
coproduits de cette huile est le tourteau de sésame (sésame cake). Celui-ci est enrichi en 
protéines ; entre 41.15 et 49.58% (Onsaard et al. 2010). Les protéines sont extraites à partir de ce coproduit afin de pouvoir les caractériser.
Plusieurs techniques d’extraction existent, l’extraction alcaline ou saline, la précipitation isoélectrique et l’extraction séquentielle d’Osborne pour en citer quelques-unes.
Selon l’étude de Rivas et al effectuée sur un isolat de protéines (95%) extrait de farine de 
sésame, les protéines du grain peuvent être divisés en 4 classes de protéines ; les 
globulines soluble dans le sel, les albumines solubles dans l’eau, les prolamines solubles 
dans le mélange eau, alcool et finalement les glutenines solubles dans de l’acide diluée. A 
elles seules, elles représentent plus de 85% des protéines du sésame. Les globulines sont les 
protéines les plus importantes du grain avec plus de 67,3% suivi par les albumines à 8,6%, 
les glutenines à 6,9% et les prolamines à 1,4%. Les deux protéines les plus abondantes sont 
des protéines de stockage ; qui mettent en réserve des acides aminés pour synthétiser
d’autres protéines, la 11S globuline et la 2S albumine.
Par rapport aux acides aminés, le sésame est déficient en lysine par rapport à d’autres plantes comme le blé, le soja ou l’orge. D’où lorsqu’utilisé en alimentation animale, il est supplanté de soja afin de couvrir tous les besoins de la plante formant ainsi un aliment complet. De plus relativement et j’insiste bien relativement à d’autres protéines végétales comme celles du soja, le sésame est une bonne source de soufre, due à la méthionine présente en quantité adéquate. La taurine, composé synthétisé à partir de la méthionine, participe au bon 
fonctionnement cérébral, cardiovasculaire, musculaire et surtout hépatique. Ajoutons à ceci 
que 40% des acides aminés des protéines des grains de sésame sont essentiels donc 
indispensables à l’alimentation humaine. On note des quantités importantes de leucine, d’isoleucine, de phénylalanine, de méthionine, de thréonine et de valine. Ainsi, les quantités d’acides aminés essentielles du grain de sésame sont toutes supérieures à celles du pois ou du soja, excepté pour la lysine et l’histidine.
De nombreuses études sont arrivées à la même conclusion : Les graines de sésame sont une 
source importante d’acides aminés essentiels et soufrés.
| Acide aminé      | Isolat de protéines de sésame (g/100g) |
| ---------------- | -------------------------------------- |
| Glycine          | 2.06                                   |
| Alanine          | 2.83                                   |
| Serine           | 6.62                                   |
| Proline          | 4.08                                   |
| Valine           | 5.44                                   |
| Threonine        | 4.85                                   |
| Isoleucine       | 4.85                                   |
| Leucine          | 7.57                                   |
| Acide aspartique | 9.88                                   |
| Lysine           | 5.06                                   |
| Acide glutamique | 16.54                                  |
| Methionine       | 1.87                                   |
| Phenilalanine    | 6.34                                   |
| Histidine        | 2.25                                   |
| Arginine         | 7.45                                   |
| Tyrosine         | 6.61                                   |
| Cysteine         | 0.15                                   |
| Triptophane      | 1.25                                   |

L'Optimisation du rendement en protéine est caracterisée par 3 axes principaux:
1) Fertilisation : Le sésame est une plante non exigeante, ceci qui veut dire que techniquement elle peut se développer en se contentant des nutriments présents naturellement dans le sol, raison pour 
laquelle sa culture est prisée en Afrique subsaharienne. Cependant l’ajout d’intrants 
externes permettrait d’augmenter le rendement de la plante, de la graine et donc des 
protéines de celle-ci. Trois types de fertilisations successives sont conseillés. Le premier est 
appelé fumure de fond (compost ou fumier), ajouté avant semis et enfouis dans le sol par 
labourage. On estime les quantités nécessaires à environ 3 tonnes/ha. Le deuxième est 
l’ajout d’un sac de 50kg de NPK (solution de phosphore, azote, potassium) par hectare au 
pied des plantes après le 1er sarclage 14 jours après le semis. Le troisième est l’ajout de 25kg 
d’urée par hectare 14 jours après l’application de la solution de NPK.
2) Techniques culturales : Rotation de culture : Il faut savoir que planter la même culture sur une parcelle pendant plusieurs années va appauvrir le sol, rendre les plantes plus fragiles et diminuer les rendements en protéines de la graine, d’où alterner d’autres cultures avec celle du sésame
chaque année pallierai ce problème. Le choix se porte sur deux autres plantes. Le sorgho 
dont les racines structurent le sol, qui devient plus perméables et mieux drainée ainsi que 
l’arachide qui apporte de bonnes quantités d’azote dans le sol.
Cultures associées : Deux cultures simultanées sur la même surface et en même temps 
d’une céréale en l’occurrence dans notre cas le sésame ainsi qu’une légumineuse. Cette 
dernière établit des relations symbiotiques avec les microorganismes du sol lui permettant 
ainsi de fixer l’azote du milieu et de le rendre disponible à la plante de sésame. Cette 
pratique répondra amplement à ses besoins nutritifs et augmentera les rendements de ses 
graines en protéines. De plus elle limitera l’éventuelle utilisation d’engrais chimiques.
3) Variétés : Pour caractériser l’effet de la variété choisie sur le rendement en protéines de la graine, nous utiliserons les 8 variétés de sésame cultivées au Sénégal, naturellement plus riches que 
la moyenne en protéines. Celles-ci peuvent être reconnaissables phénotypiquement grâce à
leur différentes couleurs. En effet, elles partent du blanc, brun clair, brun au noir. Il a été 
déduit en étudiant la coloration des grains ainsi que la teneur en protéines et en matières
grasses que les graines blanches sont plus riches en protéines et plus pauvres en lipides que
les graines noires. Ainsi une autre déduction est faite ; plus la graine est protéinée moins 
elle est abondante en matière grasse.
D’où, afin d’augmenter les rendements en protéines de nos graines sur le terrain sénégalais, 
privilégier celles qui sont claires, comme les variétés LC162 ou HB168. A noter qu’il est important de vérifier au préalable que les cultivars sont adaptés aux conditions environnementales du terrain de culture.

## Utilisations
Après avoir décortiqué, cuit ou torréfié la graine de sésame, on en extrait l’huile par pression mécanique et le résidu solide, comestible, appelé tourteau de sésame, est utilisé en alimentation animale ou humaine (en Inde et Indonésie). Une extraction supplémentaire avec un solvant donne une farine de sésame à faible teneur en huile, de qualité alimentaire. Cette farine (généralement faite à partir de graines non décortiquées) est donnée au bétail ruminant et à la volaille.
En Asie orientale (Chine, Japon, Corée), où l'huile de sésame est le produit principal, les graines entières sont torréfiées, moulues et cuites avant l'extraction par expulseur. Dans le nord de la Chine, les graines sont trempées, torréfiées, décortiquées et broyées pour faire de la pâte de sésame (zhīma jiàng, 芝麻酱, tahini), et l'huile (appelée huile de sésame de petit moulin) est séparée par centrifugation ou gravitation.

### Cuisine

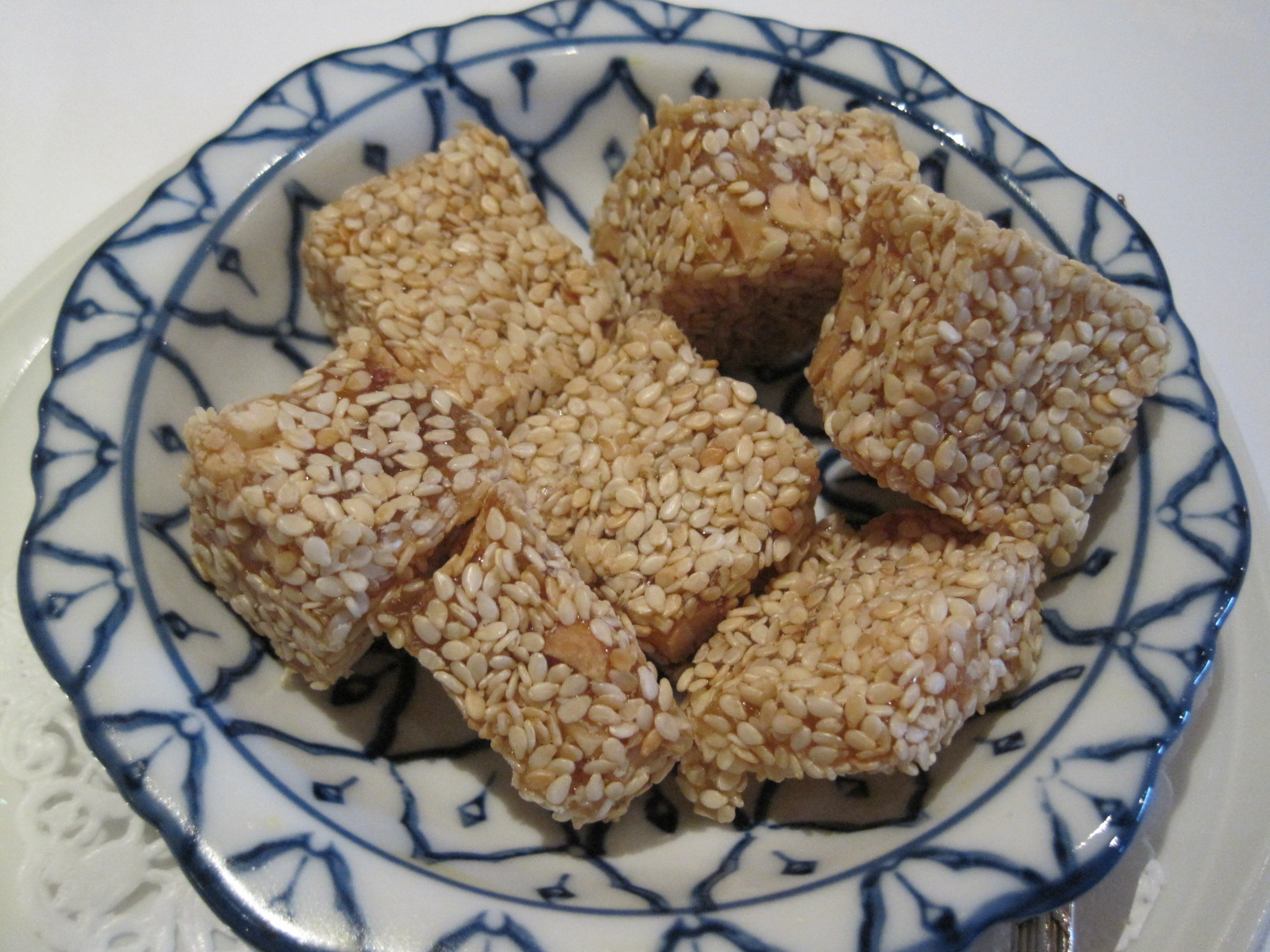
Graines de sésame sur du nougat chinois.

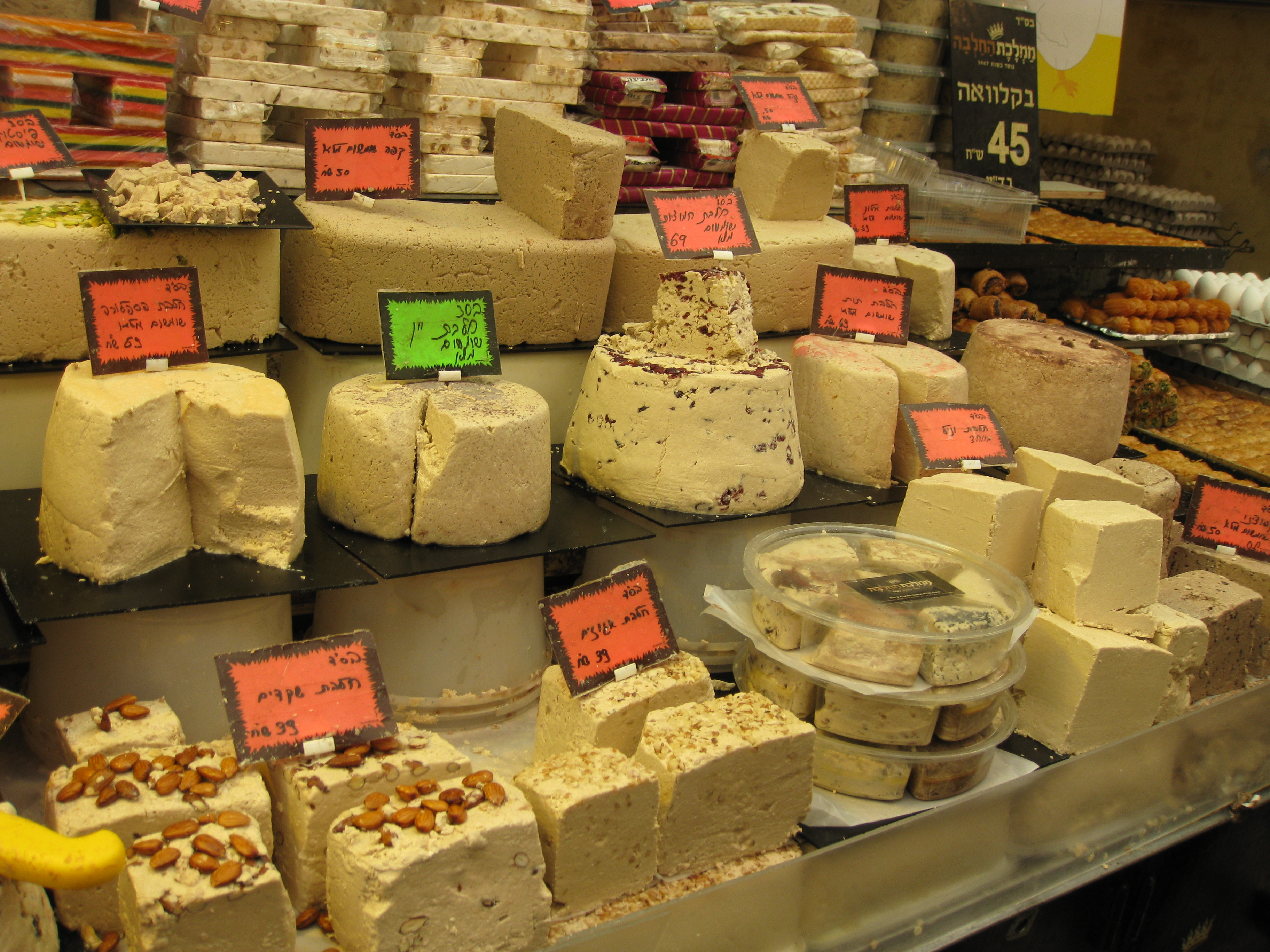
Halva au Marché de Mahané Yehuda, Jérusalem.

Une fois torréfiée, la petite graine est utilisée en cuisine pour sa douce saveur spécifique.
Les graines de sésame permettent la production de l'huile de sésame qui est surtout utilisée dans les salades ou plats froids, comme au centre de la Chine ou en Corée, mais également dans les soupes, fondues ou certains plats chauds. Elles sont également utilisées dans des pâtisseries en Chine et au Vietnam, dans des sortes de nougats mous mélangeant sucre, cacahuètes et graines de sésame et de l’Inde au bassin méditerranéen, pour fabriquer le halva, une confiserie à base de purée de sésame (tahini).
Les graines de sésame sont aussi utilisées après avoir été décortiquées dans la préparation de pains, bagels, crackers, gressins et croquants au sésame.

### Propriétés médicinales
Les usages ethnobotaniques et médicinaux de la graine oléagineuse et riche en nutriments sont encore incomplètement explorés, mais, avec des études récentes, ils ont montré un intérêt thérapeutique du sésame contre différents problèmes métaboliques, inflammatoires et infectieux. Des études basées sur des tests in vitro et in vivo ont montré que des extraits et des composés isolés de diverses parties de la plante ont des « propriétés antioxydantes, antimicrobiennes, anti-inflammatoires, antidiabétiques, anticancéreuses, antihyperlipidémiques, hépatoprotectrices, anthelminthiques, antileishmaniennes, gastroprotectrices, larvicides, et des effets vasorelaxants, entre autres ».
Cette plante (feuilles, écorce, graines et huile de graine) a eu et a encore divers usages alimentaire et médicinaux en Asie, et notamment en Inde. Ses graines et feuilles (fraîches) sont notamment utilisées en cataplasme. Les deux types (blanc et noir) de graines de sésame sont utilisés par les médecins traditionnels, prescrites pour diverses maladies.
La graine contient notamment deux composés biochimiques uniques : la sésamine et la sésamoline, tous deux connues comme étant hypocholestérolémiant chez l'Homme et prévenant l'hypertension artérielle. Chez l'animal de laboratoire, ces deux molécules augmentent aussi le taux d'oxydation des acides gras mitochondriaux hépatiques et peroxysomaux.

La graine contient aussi de la céphaline, un phospholipide hémostatique.

Elle s'est enfin montrée antibactérienne dont contre le staphylocoque et le streptocoque, et présente une activité antifongique contre les champignons cutanés courants (dont celui du pied d'athlète).
Raffinée, l'huile de sésame est riche en composants antioxydants (lignanes notamment), qui améliorent la durée de conservation des aliments ainsi que leur saveur et leur goût. Elle a aussi un taux élevé de linoléate (sous forme de triglycérides) inhibant sélectivement la croissance des mélanomes malins. L'huile est émolliente, adoucissante et légèrement laxative. Elle maintient le taux de cholestérol HDL (à lipoprotéines de haute densité), tout en diminuant le taux de « mauvais cholestérol » LDL (à lipoprotéines de basse densité).

### Contamination à l'oxyde d'éthylène en 2020 et 2021
En septembre 2020, en Europe, des concentrations d'oxyde d'éthylène jusqu'à 186 mg/kg soit 3 500 fois plus élevée que la limite maximale de résidus de 0,05 mg/kg sont détectées après mise sur le marché dans de 34 lots pour un total de  268 453 kg de graines de sésame, y compris labellisées agriculture biologique, importés d'Inde. Ce pesticide est interdit en Europe, il est connu pour être cancérigène et mutagène.
Le produit est soumis au règlement (CE) no 396/2005.
Un rappel de produit a été effectué, la moitié des produits avaient une certification biologique.
La contamination a duré une année depuis février 2020 et concerné 3 000 des 60 000 tonnes de sésame importées.
En février 2021, la contamination est toujours problématique avec des nouveaux lots contaminés détectés le 3 février 2021 : ces lots en provenance d’Inde étaient bloqués à la frontière. Ils contenaient 3,6 mg/kg d’oxyde d’éthylène soit 72 fois la limite maximale autorisée.
Les lots en provenance de Chine et du Vietnam peuvent également être concernés.